# Uniwersytet Świętych Cyryla i Metodego w Skopju
Uniwersytet Świętych Cyryla i Metodego w Skopju (mac. Универзитет „Св. Кирил и Методиј“ во Скопје) – uniwersytet zlokalizowany w Skopju – stolicy Macedonii Północnej.
Został założony w 1946 r., jego patronami zostali dwaj święci, którzy stworzyli najstarsze pismo słowiańskie – Głagolicę. Uniwersytet posiada 23 wydziały. Uniwersytet zrzesza 2300 członków oraz posiada 36 700 studentów. Pracuje tu 2,3 tys. nauczycieli akademickich i 0,3 tys. naukowców w instytutach badawczych. Rektorem Uniwersytetu jest obecnie Nikola Jankulovski.
W 2009 otrzymał Order Republiki Macedonii.

## Struktura
Uniwersytet dzieli się na 24 wydziały:
- medyczne
  - Wydział Medyczny (Медицински факултет)
  - Wydział Stomatologiczny (Стоматолошки факултет)
  - Wydział Farmaceutyczny (Фармацевтски факултет)
  - Wydział Wychowania Fizycznego, Sportu i Zdrowia (Факултет за физичко образование, спорт и здравје)
- techniczne
  - Wydział Przyrodniczo-Matematyczny (Природно-математички факултет)
  - Wydział Architektury (Архитектонски факултет)
  - Wydział Budownictwa (Градежен факултет)
  - Wydział Mechaniczny (Машински факултет)
  - Wydział Elektrotechniki i Technologii Informacyjnych (Факултет за електротехника и информациски технологии)
  - Wydział Nauk Informatycznych i Inżynierii Komputerowej (Факултет за информатички науки и компјутерско инженерство)
  - Wydział Technologii i Metalurgii (Технолошко-металуршки факултет)
- nauk społecznych
  - Wydział Filozofii (Филозофски факултет)
  - Wydział Filologiczny im. Blaže Koneskiego (Филолошки факултет „Блаже Конески“)
  - Wydział Ekonomii (Економски факултет)
  - Wydział Prawa im. Justyniana Pierwszego (Правен факултет „Јустинијан Први“)
  - Wydział Pedagogiczny im. św. Klemensa z Ochrydy (Педагошки факултет „Св. Климент Охридски“)
  - Prawosławny Wydział Teologiczny im. św. Klemensa z Ochrydy (Православен богословски факултет „Св. Климент Охридски“ – Скопје)
- biotechniczne
  - Wydział Rolnictwa i Żywienia (Факултет за земјоделски науки и храна)
  - Wydział Leśnictwa (Шумарски факултет)
  - Wydział Projektowania i Technologii Mebli i Wyposażenia Wnętrz (Факултет за дизајн и технологии на мебел и ентериер)
  - Wydział Medycyny Weterynaryjnej (Факултет за ветеринарна медицина)
- artystyczne
  - Wydział Sztuki Muzycznej (Факултет за музичка уметност)
  - Wydział Sztuk Dramatycznych (Факултет за драмски уметности)
  - Wydział Sztuk Pięknych (Факултет за ликовни уметности)

Obok wydziałów istnieje 9 instytutów:
- Instytut Historii Narodowej (Институт за национална историја)
- Instytut Języka Macedońskiego im. Krstego Petkova Misirkova (Институт за македонски јазик „Крсте Петков Мисирков“)
- Instytut Folkloru im. Marka Cepenkova (Институт за фолклор „Mарко Цепенков“)
- Instytut Ekonomiczny (Економски институт)
- Instytut Badań Socjologicznych i Polityczno-Prawnych (Институт за социолошки и политичко-правни истражувања)
- Instytut Rolniczy (Земјоделски институт)
- Instytut Inżynierii Trzęsień Ziemi i Sejsmologii Inżynieryjnej (Институт за земјотресно инженерство и инженерска сеизмологија)
- Instytut Pasterstwa (Институт за сточарство)
- Instytut Literatury Macedońskiej (Институт за македонска литература)